# Nemzetközi Újjáépítési és Fejlesztési Bank
A Nemzetközi Újjáépítési és Fejlesztési Bank (angolul: International Bank for Reconstruction and Development, IBRD) a Világbank intézménye, Bretton Woods-ban alakult meg 1944-ben.

## Célkitűzések
- Újjáépítési és termelő célú beruházások támogatása;
- Külföldi magántőke bevonások elősegítése;
- Nemzetközi befektetés-ösztönzés;
- Nemzetközi hitelmixek (confinancing: több forrású) elősegítése;
- Hadigazdálkodásról normál gazdaságra való áttérés elősegítése

### Hitelezési tevékenység
Piaci kamatozású hitelek (fedezete Világbanki kötvénykibocsátás, lehetőség: AAA minősítés);
- Szegény országok számára kamatmentes hitel nyújtása (925 USD/fő az alsó határ) A tagállami befizetések a fedezete.

Hitelformák:
- Célhitelek
- Ágazati hitelek
- Szerkezetátalakítási hitelek